# Claude Renoir de payaso
Claude Renoir de payaso es un cuadro de Pierre-Auguste Renoir realizado en 1909 durante su periodo cagnosiano. Se conserva en el Museo de la Orangerie de París.
Se trata de un retrato del hijo menor del pintor, Claude, vestido con un holgado disfraz rojo. Renoir subraya las formas ahuecadas, lo que confiere una presencia y cierta autoridad al niño. Las columnas están pintadas oblicuamente.
El payaso era una figura muy presente en los lienzos de Renoir. La obra se inscribe en la tradición pictórica de Veronés, Velázquez, Van Dyck y, sobre todo, Watteau. De hecho, se observa claramente la inspiración en el Gilles de este último, aunque el actor tristemente absorto es sustituido por un niño vivaz.
Claude Renoir era el tercer y último hijo de Pierre-Auguste Renoir, hermano menor del actor Pierre Renoir y del realizador Jean Renoir. Familiarmente conocido como Coco, será uno de los modelos preferidos de su padre en sus últimos años.
En este caso particular, no fue una experiencia agradable. Las medias blancas de lana picaban y no podía tolerarlas. El pintor luchó por terminar la obra, y solo lo logró cuando su esposa halagó al pequeño prometiéndole un tren de madera y una caja de pinturas si se estaba quieto y permitía a su padre terminar el retrato. Claude, en sus memorias (Renoir: Souvenirs de mon père) describe: "al final decidí ponerme medias por unos instantes; y mi padre -conteniendo la ira que parecía ir a estallar en cualquier momento- logró terminar el cuadro, a pesar de las constantes contorsiones que hacía para rascarme".